# Charles Brisout de Barneville
Charles Nicolas François Brisout de Barneville (Parijs, 22 juli 1822 - Saint-Germain-en-Laye, 2 mei 1893) was een Frans entomoloog. Hij specialiseerde hij zich in Orthoptera en Coleoptera.
Hij was lid van de Société Entomologique de France en werd in 1873 voorzitter van dit genootschap; later werd hij erelid. Hij publiceerde talrijke beschrijvingen van nieuwe soorten in de Annales van de Société. Hij bouwde een belangrijke verzameling kevers op die hij per legaat aan de Société Entomologique de France naliet, samen met een som van 600 francs.
Brisout beschreef in 1846 ook enkele geslachten en soorten schildvissen.
- Système universitaire de documentation: 183898540
- Virtual International Authority File: 315087517